# Raphael Warnock
Raphael Gamaliel Warnock, född 23 juli 1969 i Savannah i Georgia, är en amerikansk pastor och politiker för det Demokratiska partiet. Han är ledamot av USA:s senat från Georgia sedan januari 2021. 
Han kandiderade i fyllnadsvalet till USA:s senat i Georgia år 2020 för det mandat som Kelly Loeffler innehar som tillförordnad. Ingen kandidat fick över 50% av rösterna i första valomgången, så i enlighet med Georgias vallagar hölls en andra valomgång mellan Warnock och Loeffler den 5 januari 2021. Flera stora amerikanska medier bedömde under valnatten efter den andra valomgången att Warnock hade vunnit.
Warnock och Jon Ossoff är de första demokraterna som valdes till USA:s senat från Georgia sedan 2000. Warnock är den första afroamerikanen som representerar Georgia i senaten. Warnock är även den första afroamerikanska demokraten i historien att representera en tidigare konfedererad stat i USA:s senat. Han vann omval till en hel mandatperiod 2022 och besegrade den republikanska kandidaten Herschel Walker.
I januari 2016 gifte sig Warnock med Ouléye Ndoye. De har två barn. Paret separerade i november 2019 och deras skilsmässa slutfördes 2020.

## USA:s senat

### Val

#### 2020–21
I januari 2020 beslutade Warnock att kandidera i fyllnadsvalet 2020 för den amerikanska senatsplatsen som innehas av Kelly Loeffler, som utsågs efter Johnny Isaksons avgång. 
I fyllnadsvalet den 5 januari besegrade Warnock Loeffler med 51,04 procent av rösterna. Med denna seger blev han den första afroamerikanen att representera Georgia i senaten. Warnock och Jon Ossoff är de första demokraterna som valts in i den amerikanska senaten från Georgia sedan Zell Miller 2000.

#### 2022
Den 27 januari 2021 meddelade Warnock att han skulle kandidera till en hel mandatperiod 2022.
Eftersom ingen kandidat fick en majoritet av rösterna i valet den 8 november 2022 mötte Warnock den republikanska utmanaren Herschel Walker i ett omval den 6 december och vann.

## Politiska ståndpunkter
Som amerikansk senator har Warnock anammat en progressiv agenda. Från och med november 2022 hade Warnock röstat i linje med president Joe Bidens uttalade ståndpunkt 96 procent av gångerna.